# ريكاردو كوكوزا
ريكاردو كوكوزا (بالإيطالية: Riccardo Cocuzza)‏ (27 يناير 1993 في إيطاليا - ) هو لاعب كرة قدم إيطالي في مركز الهجوم. لعب مع نادي بارما ونادي سودتيرول وAC Renate ‏ ونادي غوبيو.

## وصلات خارجية
- ريكاردو كوكوزا على موقع قاعدة بيانات كرة القدم.إي يو (الإنجليزية)